# Cathayacanthus exilis
Cathayacanthus exilis är en hakmaskart som först beskrevs av Van Cleave 1928.  Cathayacanthus exilis ingår i släktet Cathayacanthus och familjen Rhadinorhynchidae. Inga underarter finns listade i Catalogue of Life.